# Nic není jako dřív
Nic není jako dřív (2007) je povídková kniha nakladatelství Listen z edice Česká povídka (svazek 16 nebo 17 – v ediční poznámce je uvedeno 17). Obsahuje 6 povídek různých českých spisovatelů, společným tématem je ohlédnnutí za minulostí.
Ilustrace na titulu knihy je dílo Luďka Bárty.

## Povídky
- Pavel Brycz – Hlavní město Chile
- Josef Moník – Fanda – rudý pokrývač
- Jan Trefulka – Bylo nebylo
- Zdeněk Jizera Vonásek – Dřevo zůstává dřevem
- Arif Salichov – Za každým se jednou zašoupne opona
- Miloš Konáš – Hic sunt leones

## Nakladatelůské údaje
- Nic není jako dřív, Listen, Jihlava, 2007 ISBN 978-80-86526-29-4